# Yams-ordenen
Yams-ordenen (Dioscoreales) indeholder kun få familier, som er kendetegnet ved, at de indeholder steroide saponiner, at karstrengene danner ringe, og at karrene findes ud i stængler og blade.
| Familier |

- Benbræk-familien (Nartheciaceae)
- Burmanniaceae
- Yams-familien (Dioscoreaceae)
- Taccaceae
- Thismiaceae